# Теодор Курпіта
Курпі́та Тео́дор (псевдоніми, криптоніми: Теок, Те-ка, Ф. Ремезівський, Кур Піта, Текур, Юрій, Стюарт Олег, Княжич П., Галайда Ярема, Гупаловський Богдан, Яндрух Бандзюх, Ремез, Ре-Мез, Ю. Т., Т. К.; 12 травня 1913, Ремезівці — 31 березня 1974, Чикаго) — український поет, прозаїк, гуморист, сатирик, драматург, редактор, журналіст.

## Біографія
Народився 12 травня 1913 року у с. Ремезівці Золочівського повіту (Галичина). Навчався у Золочівській гімназії. Друкуватися почав під час навчання в гімназії. У 1939 році був прийнятий до Спілки письменників України.
З 1944 року — в еміграції. У 1945 року переїхав до Мюнхена, де заснував видавництво «Академія». Став головним редактором літературно-наукового журналу «Рідне слово», гумористичних органів «Їжак» і «Комар». У 1949 році переїхав до США, оселився в Чикаго, заробляв фізичною працею, займався журналістикою. З 1961 року був головним редактором тижневика «Українське Життя» (Чикаго).
Помер 31 березня 1974 року у Чикаго, похований на цвинтарі святого Миколая.

## Творчість
Автор збірок «На доспівах весняних» (1934), «Not a pass» (1946), «Вибране» (1947), «Карикатури з літератури» (1947), «Сальви і мальви» (1967), повісті «Блакитні троянди» (1966), драматичних творів «У дитячому садку» (1937), «Із хати до хати» (1938), «Небесний гість» (1938), сатиричних творів «Карикатури з літератури» (1947), «П'яте через десяте» (1949), спогадів «Засніжений Львів» та інших творів.

### Окремі видання
- Курпіта Т. Вірші // Антологія української поезії. — Лондон: Вид-во Спілки української молоді, 1957. — С. 499—500.
- Курпіта Т. В дитячому садку. — Львів, 1936. — 16 с.
- Карикатури з літератури: фот. з творч. парафії / передм. написав Я. Галайда. — Мюнхен: Скоморох, 1947. — 61 с.